# صناعة الهولوكوست
صناعة الهولوكوست: تأملات في استغلال المعاناة اليهودية (بالإنجليزية: The Holocaust Industry)‏ هو كتاب سياسي، تتحدث حول المحرقة اليهودية وتأثيرها على السياسة، وقد ألفه الكاتب الأمريكي نورمان فينكلشتاين عام 2000.

## ترجمة الكتاب إلى العربية
ترجم الكتاب مرتين، الأولى من ترجمة سماح إدريس عام 2000 لدار الآداب بمصر، وحمل الكتاب عنوان «صناعة الهولوكوست: تأملات في استغلال المعاناة اليهودية». تلتها ترجمة سعود عطية ‏ لوزارة الإعلام بمصر عام 2001، تحت عنوان «صناعة الهولوكوست: تأملات حول استغلال المعاناة اليهودية». كان الفرق فقط بين "في" و"حول".